# Imsouane
Imsouane (àrab: إمسوان, Imswān; amazic estàndard marroquí: ⵉⵎⵙⵡⴰⵏ, Imswan) és una comuna rural de la prefectura d'Agadir Ida-Outanane, a la regió de Souss-Massa, al Marroc. Segons el cens de 2014 tenia una població total de 8.866 persones.